# Helogenes marmoratus
Helogenes marmoratus és una espècie de peix de la família dels cetòpsids i de l'ordre dels siluriformes.

## Morfologia
- Els mascles poden assolir 7,3 cm de longitud total.[2][3]

## Alimentació
Menja principalment insectes terrestres, en especial formigues.

## Hàbitat
És un peix d'aigua dolça i de clima tropical (22 °C-26 °C).

## Distribució geogràfica
Es troba a Sud-amèrica: conques fluvials de la Guaiana, Surinam i la Guaiana Francesa, de l'Orinoco i del  riu Negro a Veneçuela, i de l'Amazones al Brasil, el Perú i l'Equador.

## Costums
És nocturn.